# 田中みいや
田中みいや（たなか みいや、1992年9月9日 - ）は、日本の女優（元・子役）である。ヴォーカルに所属していた。
趣味・特技は工作・水泳・スノーボード・タップダンス・トランペット

## 出演作品

### 舞台
- ミュージカルKiddy『星からの招待状』（2000年3月、博品館劇場）
- ミュージカル『OH! MY GOD』（2000年4月、東京芸術劇場）
- ミュージカル『フレンズ 〜ガラクタ怪獣のなみだ〜』（シアターサンモール）
- ミュージカル『アニー』（2004年4月 - 8月、青山劇場）ペパー 役
- ミュージカル『アニー』クリスマスコンサート（2004年12月、東京厚生年金会館）
- ミュージカル『葉っぱのフレディ』（2005・2006年）クレア　役
- ミュージカル『アニー』クリスマスコンサート（2005年12月、青山劇場）

### 映画
- SHINOBI-HEART UNDER BLADE-（2005年）

### CM
- Z会（2006年1月 - 3月）
- 東北電力（2006年）

### その他
- イベント「おジャ魔女どれみ・おジャ魔女kids」（バンダイ・東映アニメーション）藤原はづき 役
- SKY PerfecTV!特別番組「Tomorrow〜歌劇少女〜」
  - 主題歌「負けないぞ!／Tomorrow」レコーディング&Jr.ミュージカル舞台レポーター